# Quanswer
A Quanswer a Quanswer S.R.L. vállalat által működtetett közösségi webhely, ahol a felhasználóknak lehetőségük van kérdéseket feltenni, illetve válaszolhatnak a feltett kérdésekre.

## Jellemzői
Az oldal tartalma bárki számára elérhető, viszont kérdezéshez és válaszadáshoz regisztráció szükséges. Az oldal kiemelkedő jellemvonásai közé tartozik, hogy a felhasználók értékelhetik és értékelési sorrendbe állíthatják a válaszokat. A quanswer 2020. február 23-án lett elérhető az internetezők számára.
A felhasználóknak lehetőségük van névtelenül is kérdezni és válaszolni. A kérdésekre szakértői válaszok is érkezhetnek olyan hitelesített felhasználóktól, akiket a vezetőség szakértőnek minősített. Bármelyik felhasználó szakértővé válhat, ha igazolni tudja, hogy jártas egy adott témakörben. A szakértők bővebb információt adhatnak meg magukról, ezáltal nagyobb ismeretségre, népszerűségre tehetnek szert.
Az oldal célkitűzései közé tartozik és egyik legfontosabb irányelvként kezelik, hogy olyan minőségi tartalmak kerüljenek fel az oldalra, amelyek bárki számára hasznosak lehetnek.

## Statisztikák
Az oldalon egy hónap alatt több száz kérdést tettek fel, amelyekre tucatnyi válasz érkezett. Jelenleg több mint ezer regisztrált felhasználó van, de ezek száma folyamatosan gyarapszik. A regisztráció nélküli látogatók száma ennek sokszorosa (egy hónap alatt az oldal meghaladta a 600.000 oldalletöltést).